# Robert prisen de melhor ator de televisão
O Robert prisen de melhor ator de televisão (em dinamarquês: Robert for årets mandlige hovedrolle – tv-serie) é concedido desde 2013 pela Academia Dinamarquesa de Cinema (Danmarks Film Akademi) ao melhor desempenho masculino em uma produção televisiva. A cerimonia de premiação acontece em Copenhaga, no final de janeiro e início de fevereiro.

## Vencedores
| Ano  | Vencedor            | Trabalho        | Ref.  |
| ---- | ------------------- | --------------- | ----- |
| 2013 | Nikolaj Lie Kaas    | Forbrydelsen 3  |       |
| 2014 | Kim Bodnia          | Broen II        |       |
| 2015 | Carsten Bjørnlund   | Arvingerne      | [ 1 ] |
| 2016 | Carsten Bjørnlund   | Arvingerne II   |       |
| 2017 | Thomas Bo Larsen    | Bedrag          |       |
| 2018 | Lars Mikkelsen      | Herrens veje    | [ 2 ] |
| 2019 | Lars Mikkelsen      | Herrens Veje II |       |
| 2020 | Morten Hee Andersen | Fred til lands  |       |